# 諾布爾 (印第安納州)
諾布爾（英語：Noble）是位於美國印地安納州傑伊縣的一個非建制地區。該地的面積和人口皆未知。